# L'Agriculteur normand
L'Agriculteur normand est un hebdomadaire régional spécialisé, diffusé en Normandie. Il appartient au groupe Réussir.
Il est issu de la fusion dans les années 1970 des trois titres de presse agricole départementaux de Basse-Normandie, il est alors décliné en trois éditions diffusées à 30 000 exemplaires.
Il est propriété de à 60 % des trois FDSEA bas-normandes et à 40 % de la FRSEA.
D'abord réservé aux agriculteurs syndiqués puis ouvert à une plus large audience, il diffuse à 20000 exemplaires en 1999 (6000 dans l'Orne, 6 500 dans le Calvados, 7 500 dans la Manche, à 96 % par abonnement), et lu par sept agriculteurs sur dix en Basse-Normandie.
L'impression est réalisée sur les rotatives de La Manche libre.